# M6 Toll (Groot-Brittannië)
De M6 Toll is een autosnelweg (motorway) in Engeland die loopt van afslag 3a op de M6 tot afslag 11a op dezelfde snelweg. De snelweg is in 2002-2003 aangelegd, om de M6 ter hoogte van Birmingham te ontlasten. Op de motorway wordt tol geheven.
De M6Toll is onderdeel van de Europese weg E5 vanaf de aansluiting met de M42 tot aan het einde (noordwest) van de weg, de aansluiting met de M6.
Groot-Brittannië:
M1 · M2 · M3 · M4 · M5 · M6 · M6 Toll · M8 · M9 · M10 · M11 · M18 · M20 · M23 · M25 · M26 · M27 · M32 · M40 · M42 · M45 · M48 · M49 · M50 · M53 · M54 · M55 · M56 · M57 · M58 · M60 · M61 · M62 · M65 · M66 · M67 · M69 · M73 · M74 · M77 · M80 · M90 · M180 · M181 · M271 · M275 · M602 · M606 · M621 · M876 · M898
A1(M) · A3(M) · A38(M) · A48(M) · A57(M) · A58(M) · A64(M) · A66(M) · A74(M) · A167(M) · A194(M) · A308(M) · A329(M) · A404(M) · A601(M) · A627(M) · A823(M)
Noord-Ierland:
M1 · M2 · M3 · M5 · M12 · M22 · A8(M)